# Prolene
El Prolene (Polipropileno) es una sutura quirúrgica sintética, no reabsorbible. Está indicada para el cierre cutáneo y en general, aproximación y ligadura de tejidos blandos. Sus ventajas son una alta fuerza de tensión, una mínima reacción tisular, y permite una retirada fácil de los tejidos. Los inconvenientes incluyen alta plasticidad, alto precio y mayor dificultad de uso que las suturas habituales de nylon.

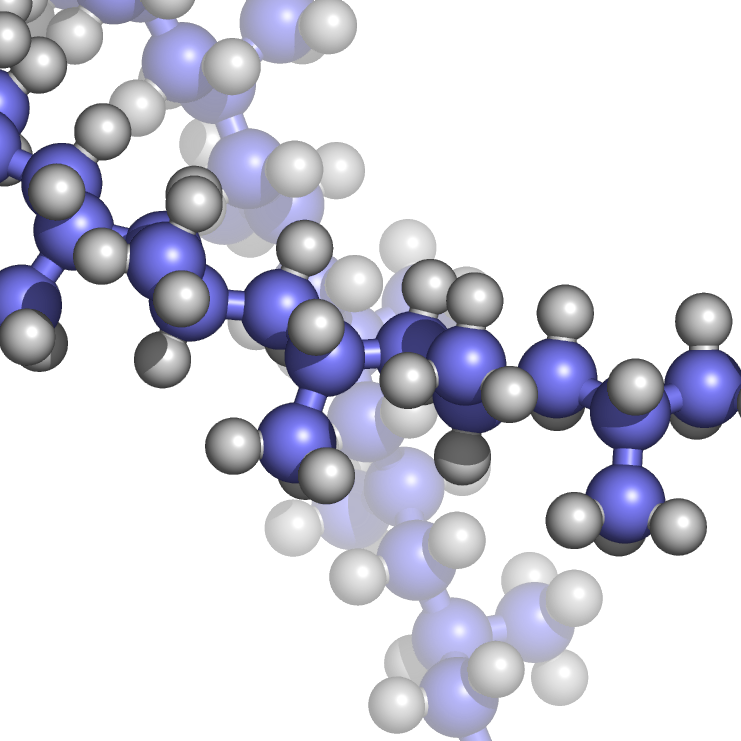
Un modelo de bolas y palos del polipropileno.

Compuesto de un esteroisómero isotáctico de polipropileno, las suturas de prolene están diseñadas para ser muy duraderas. Están teñidas de azul para permitir una visualización fácil frente a la piel y durante la intervención. Está compuesto de un único filamento.
La malla de polipropileno también se fabrica bajo el nombre de Prolene por Ethicon. Se utiliza para la reparación de hernias y otras lesiones fasciales.
El prolene se usa habitualmente tanto en humanos como en veterinaria para el cierre cutáneo. En Medicina se utiliza en cirugía cardiovascular, oftalmología y procedimientos neurológicos. Se utiliza a menudo en conjunción con la sutura absorbible Monocryl. El Prolene es fabricado por Ethicon S.A., una subsidiaria de Johnson & Johnson. El nombre Prolene es una marca registrada por Ethicon S.A.
Es un esteorímero cristalino isotáctico de un polímero carbohidrato lineal que no contiene casi saturación. Debido a esto es mucho más flexible que otras suturas y de fácil manejo. Es inerte, no se degrada y retiene una alta fuerza tensil a nivel tisular. Útil en cirugía cardiovascular, oftalmología, gastrointestinal, plástica y ortopédica, así como también en el cierre subdérmico de heridas. Cuando hay infección no se involucra en el proceso, por lo que se puede utilizar exitosamente en heridas contaminadas. 